# 1958-as labdarúgó-világbajnokság-selejtező (UEFA)
Az 1958-as labdarúgó-világbajnokság selejtezőjének UEFA-zónájában összesen 27 nemzet harcolhatta ki a világbajnoki részvételt. Svédország rendezőként és az NSZK címvédőként automatikus résztvevője volt a tornának. Az európai zóna összesen 11,5 helyet kapott a 16-os mezőnyben. Izland az NDK és a Szovjetunió először vett részt a világbajnoki-selejtezősorozatban. 

## Lebonyolítás
A 27 csapatot 9 darab három tagú csoportba osztották, ahol oda-visszavágós rendszerben, hazai pályán és idegenben is megmérkőztek egymással. A csoportok győztesei kijutottak az 1958-as világbajnokságra. A második helyezettek közül egy csapatot kisorsoltak és interkontinentális pótselejtezőt játszott az AFC/CAF térségből érkező ellenféllel.  

## Összegezve
| 1. csoport | 2. csoport      | 3. csoport     | 4. csoport      | 5. csoport  | 6. csoport      | 7. csoport    | 8. csoport       | 9. csoport      |
| ---------- | --------------- | -------------- | --------------- | ----------- | --------------- | ------------- | ---------------- | --------------- |
| · Anglia   | · Franciaország | · Magyarország | · Csehszlovákia | · Ausztria  | · Szovjetunió   | · Jugoszlávia | · Észak-Írország | · Skócia        |
| · Írország | · Belgium       | · Bulgária     | Wales           | · Hollandia | · Lengyelország | · Románia     | · Olaszország ·  | · Spanyolország |
| · Dánia    | · Izland        | · Norvégia     | · NDK           | · Luxemburg | · Finnország    | · Görögország | · Portugália     | · Svájc         |

## Csoportok

### 1. csoport
| Hely. | Csapat   | M | Gy | D | V | G+ | G– | Gk  | P | Továbbjutás                          |     | Anglia | Írország | Dánia |
| ----- | -------- | - | -- | - | - | -- | -- | --- | - | ------------------------------------ | --- | ------ | -------- | ----- |
| 1.    | Anglia   | 4 | 3  | 1 | 0 | 15 | 5  | +10 | 7 | Kijutott az 1958-as világbajnokságra |     | —      | 5–1      | 5–2   |
| 2.    | Írország | 4 | 2  | 1 | 1 | 6  | 7  | −1  | 5 |                                      |     | 1–1    | —        | 2–1   |
| 3.    | Dánia    | 4 | 0  | 0 | 4 | 4  | 13 | −9  | 0 |                                      | 1–4 | 0–2    | —        |       |

### 2. csoport
| Hely. | Csapat        | M | Gy | D | V | G+ | G– | Gk  | P | Továbbjutás                          |     | Franciaország | Belgium | Izland |
| ----- | ------------- | - | -- | - | - | -- | -- | --- | - | ------------------------------------ | --- | ------------- | ------- | ------ |
| 1.    | Franciaország | 4 | 3  | 1 | 0 | 19 | 4  | +15 | 7 | Kijutott az 1958-as világbajnokságra |     | —             | 6–3     | 8–0    |
| 2.    | Belgium       | 4 | 2  | 1 | 1 | 16 | 11 | +5  | 5 |                                      |     | 0–0           | —       | 8–3    |
| 3.    | Izland        | 4 | 0  | 0 | 4 | 6  | 26 | −20 | 0 |                                      | 1–5 | 2–5           | —       |        |

### 3. csoport
| Hely. | Csapat       | M | Gy | D | V | G+ | G– | Gk  | P | Továbbjutás                          |     | Magyarország | Bulgária | Norvégia |
| ----- | ------------ | - | -- | - | - | -- | -- | --- | - | ------------------------------------ | --- | ------------ | -------- | -------- |
| 1.    | Magyarország | 4 | 3  | 0 | 1 | 12 | 4  | +8  | 6 | Kijutott az 1958-as világbajnokságra |     | —            | 4–1      | 5–0      |
| 2.    | Bulgária     | 4 | 2  | 0 | 2 | 11 | 7  | +4  | 4 |                                      |     | 1–2          | —        | 7–0      |
| 3.    | Norvégia     | 4 | 1  | 0 | 3 | 3  | 15 | −12 | 2 |                                      | 2–1 | 1–2          | —        |          |

### 4. csoport
| Hely. | Csapat        | M | Gy | D | V | G+ | G– | Gk | P | Továbbjutás                          |  | Csehszlovákia |     | Német Demokratikus Köztársaság |
| ----- | ------------- | - | -- | - | - | -- | -- | -- | - | ------------------------------------ |  | ------------- | --- | ------------------------------ |
| 1.    | Csehszlovákia | 4 | 3  | 0 | 1 | 9  | 3  | +6 | 6 | Kijutott az 1958-as világbajnokságra |  | —             | 2–0 | 3–1                            |
| 2.    | Wales         | 4 | 2  | 0 | 2 | 6  | 5  | +1 | 4 | Interkontinentális pótselejtező      |  | 1–0           | —   | 4–1                            |
| 3.    | NDK           | 4 | 1  | 0 | 3 | 5  | 12 | −7 | 2 |                                      |  | 1–4           | 2–1 | —                              |

### 5. csoport
| Hely. | Csapat    | M | Gy | D | V | G+ | G– | Gk  | P | Továbbjutás                          |     | Ausztria | Hollandia | Luxemburg |
| ----- | --------- | - | -- | - | - | -- | -- | --- | - | ------------------------------------ | --- | -------- | --------- | --------- |
| 1.    | Ausztria  | 4 | 3  | 1 | 0 | 14 | 3  | +11 | 7 | Kijutott az 1958-as világbajnokságra |     | —        | 3–2       | 7–0       |
| 2.    | Hollandia | 4 | 2  | 1 | 1 | 12 | 7  | +5  | 5 |                                      |     | 1–1      | —         | 4–1       |
| 3.    | Luxemburg | 4 | 0  | 0 | 4 | 3  | 19 | −16 | 0 |                                      | 0–3 | 2–5      | —         |           |

### 6. csoport
| Hely. | Csapat        | M | Gy | D | V | G+ | G– | Gk  | P | Továbbjutás                          |     | Szovjetunió | Lengyelország | Finnország |
| ----- | ------------- | - | -- | - | - | -- | -- | --- | - | ------------------------------------ | --- | ----------- | ------------- | ---------- |
| 1.    | Szovjetunió   | 4 | 3  | 1 | 0 | 16 | 2  | +14 | 7 | Kijutott az 1958-as világbajnokságra |     | —           | 2–0           | 4–1        |
| 2.    | Lengyelország | 4 | 1  | 1 | 2 | 9  | 7  | +2  | 3 |                                      |     | 1–1         | —             | 6–0        |
| 3.    | Finnország    | 4 | 1  | 0 | 3 | 5  | 21 | −16 | 2 |                                      | 0–9 | 4–2         | —             |            |

### 7. csoport
| Hely. | Csapat      | M | Gy | D | V | G+ | G– | Gk | P | Továbbjutás                          |     | Jugoszlávia | Románia | Görögország |
| ----- | ----------- | - | -- | - | - | -- | -- | -- | - | ------------------------------------ | --- | ----------- | ------- | ----------- |
| 1.    | Jugoszlávia | 4 | 2  | 2 | 0 | 7  | 2  | +5 | 6 | Kijutott az 1958-as világbajnokságra |     | —           | 2–0     | 4–1         |
| 2.    | Románia     | 4 | 2  | 1 | 1 | 6  | 4  | +2 | 5 |                                      |     | 1–1         | —       | 3–0         |
| 3.    | Görögország | 4 | 0  | 1 | 3 | 2  | 9  | −7 | 1 |                                      | 0–0 | 1–2         | —       |             |

### 8. csoport
| Hely. | Csapat         | M | Gy | D | V | G+ | G– | Gk | P | Továbbjutás                          |  | Észak-Írország | Olaszország | Portugália |
| ----- | -------------- | - | -- | - | - | -- | -- | -- | - | ------------------------------------ |  | -------------- | ----------- | ---------- |
| 1.    | Észak-Írország | 4 | 2  | 1 | 1 | 6  | 3  | +3 | 5 | Kijutott az 1958-as világbajnokságra |  | —              |             |            |
| 2.    | Olaszország    | 4 | 2  | 0 | 2 | 5  | 5  | 0  | 4 |                                      |  |                | —           |            |
| 3.    | Portugália     | 4 | 1  | 1 | 2 | 4  | 7  | −3 | 3 |                                      |  |                | —           |            |

### 9. csoport
| Hely. | Csapat        | M | Gy | D | V | G+ | G– | Gk | P | Továbbjutás                          |     | Skócia | Spanyolország | Svájc |
| ----- | ------------- | - | -- | - | - | -- | -- | -- | - | ------------------------------------ | --- | ------ | ------------- | ----- |
| 1.    | Skócia        | 4 | 3  | 0 | 1 | 10 | 9  | +1 | 6 | Kijutott az 1958-as világbajnokságra |     | —      | 4–2           | 3–2   |
| 2.    | Spanyolország | 4 | 2  | 1 | 1 | 12 | 8  | +4 | 5 |                                      |     | 4–1    | —             | 2–2   |
| 3.    | Svájc         | 4 | 0  | 1 | 3 | 6  | 11 | −5 | 1 |                                      | 1–2 | 1–4    | —             |       |

## AFC/CAF–UEFA Interkontinentális pótselejtező
| Hely. | Csapat | M | Gy | D | V | G+ | G– | Gk | P | Továbbjutás                          |  |     | Izrael |
| ----- | ------ | - | -- | - | - | -- | -- | -- | - | ------------------------------------ |  | --- | ------ |
| 1.    | Wales  | 2 | 2  | 0 | 0 | 4  | 0  | +4 | 4 | Kijutott az 1958-as világbajnokságra |  | —   | 2–0    |
| 2.    | Izrael | 2 | 0  | 0 | 2 | 0  | 4  | −4 | 0 |                                      |  | 0–2 | —      |

## Kijutott csapatok
Az alábbi tíz csapat jutott ki az UEFA-zónából az 1958-as labdarúgó-világbajnokságra.
| Csapat         | Kijutás                                               | Kijutás dátuma       | Korábbi részvételek a világbajnokságon1 |
| -------------- | ----------------------------------------------------- | -------------------- | --------------------------------------- |
| Svédország     | Rendező                                               | 1950. június 23.     | 3 (1934, 1938, 1950)                    |
| NSZK           | Címvédő                                               | 1954. július 4.      | 3 (19342, 19382, 1954)                  |
| Anglia         | 1. csoport győztese                                   | 1957. május 19.      | 2 (1950, 1954)                          |
| Franciaország  | 2. csoport győztese                                   | 1957. október 27.    | 4 (1930, 1934, 1938, 1954)              |
| Magyarország   | 3. csoport győztese                                   | 1957. november 10.   | 3 (1934, 1938, 1954)                    |
| Csehszlovákia  | 4. csoport győztese                                   | 1957. október 27.    | 3 (1934, 1938, 1954)                    |
| Ausztria       | 5. csoport győztese                                   | 1957. szeptember 29. | 2 (1934, 1954)                          |
| Szovjetunió    | 6. csoport győztese                                   | 1957. november 24.   | 0 (debütálás)                           |
| Jugoszlávia    | 7. csoport győztese                                   | 1957. november 17.   | 3 (1930, 1950, 1954)                    |
| Észak-Írország | 8. csoport győztese                                   | 1958. január 15.     | 0 (debütálás)                           |
| Skócia         | 9. csoport győztese                                   | 1957. november 24.   | 1 (1954)                                |
| Wales          | AFC/CAF–UEFA Interkontinentális pótselejtező győztese | 1958. február 5.     | 0 (debütálás)                           |

1 Félkövérrel az adott év világbajnokai vannak jelölve. Dőlt betűvel az adott év rendezői kerültek feltüntetésre.
2 Németország néven.